# Salles-d'Angles
 Salles-d'Angles  es una población y comuna francesa, en la región de Poitou-Charentes, departamento de Charente, en el distrito de Cognac y cantón de Segonzac.

## Demografía
| 912 | 932 | 991 | 1119 | 1225 | 1127 |
| Para los censos de 1962 a 1999 la población legal corresponde a la población sin duplicidades (Fuente: INSEE [Consultar]) |     |     |      |      |      |